# Слоение коразмерности 1
Слоение коразмерности 1 — это разбиение многообразия на непересекающиеся подмножества которые локально выглядят как поверхности уровня гладких регулярных функций.

## Определение
На {\displaystyle n}-мерном многообразии {\displaystyle M} задано слоение коразмерности 1, если {\displaystyle M} наделено разбиением на линейно связные подмножества {\displaystyle L_{\alpha }} со следующим свойством: в окрестности любой точки из {\displaystyle M} найдется локальная система координат {\displaystyle x^{1},\dots ,x^{n}:U\to \mathbb {R} }, в которой связные компоненты множества {\displaystyle L_{\alpha }\cap U} состоят из решений {\displaystyle x^{n}={const}}. 
Множества {\displaystyle L_{\alpha }} называются слоями слоения, {\displaystyle M} — его тотальным пространством.
Слои наделяются топологией, базу которой составляют связные компоненты пересечения слоя с открытыми подмножествами тотального многообразразия {\displaystyle M}. 
По отношению к этой топологии слой является гладким многообразием, и его включение в тотальное многообразие вложением в слабом смысле.

## Связанные определения

### Определяющая1-формаслоения
Определяющая 1-форма слоения в открытом множестве {\displaystyle U\subset M} — это гладкая 1-форма {\displaystyle \omega }, не равная нулю в {\displaystyle U}, ограничение которой на компоненту пересечения любого слоя с {\displaystyle U} тривиально.
Не всякая ненулевая 1-форма определяет слоение в {\displaystyle U}, требуется, чтобы был выполнен критерий интегрируемости Фробениуса:
Гладкая 1-форма {\displaystyle \omega }, не равная нулю в {\displaystyle U}, определяет слоение тогда и только тогда, когда в {\displaystyle U} выполняется одно из двух эквивалентных условий
1. существует гладкая 1-форма {\displaystyle \eta } такая что {\displaystyle d\omega =\eta \wedge \omega },
2. {\displaystyle \omega \wedge d\omega =0}.

В частности, всякая замкнутая 1-форма определяет слоение.
Если {\displaystyle U=M}, мы имеем глобальную определяющую форму. 
Слоение коразмерности 1 определяется глобальной 1-формой в том и только в том случае, если оно ориентируемо, и выбор этой 1-формы приводит к выбору определенной ориентации.
Глобальная определяющая форма {\displaystyle \omega \neq 0} может быть замкнутой, {\displaystyle d\omega =0}, только в том случае, когда многообразие является расслоением над окружностью.

### Класс Годбийона — Вея
Для ориентируемых слоений коразмерности 1 определяется класс Годбийона — Вея:
Ориентируемое слоение {\displaystyle F} задается глобальной формой {\displaystyle \omega \neq 0}, удовлетворяющей условию интегрируемости;
следовательно, существует гладкая 1-форма {\displaystyle \eta } такая что {\displaystyle d\omega =\eta \wedge \omega }. 
Классом Годбийона-Вея слоения {\displaystyle F} называется когомологический класс формы {\displaystyle \eta \wedge d\eta }.
На трехмерном многообразии можно определить число Годбийона-Вея, оно равно значению класса Годбийона — Вея на 
фундаментальном гомологическом классе.
Геометрический смысл класса Годбийона — Вея остается неясным — известные в настоящее время теоремы показывают, что слоение с нетривиальным классом Годбийона — Вея являются достаточно запутанными.

## Примеры
- Гладкое расслоение над одномерным многообразием
- Нарезка тора {\displaystyle T^{2}} на окружности или иррациональная обмотка,
- Слоение Риба на сфере {\displaystyle S^{3}}

Наряду со слоением Риба имеются явные  конструкции слоений коразмерности 1 на ряде других многообразий, в частности, на всех нечетномерных сферах {\displaystyle S^{2k+1}} .

## Свойства
- На связном открытом многообразии такое слоение всегда существует[4].
- На замкнутом многообразии {\displaystyle M} для существования слоения коразмерности 1 необходимо и достаточно, чтобы эйлерова характеристика многообразия {\displaystyle \chi (M)} была равна нулю, {\displaystyle \chi (M)=0}[5].
  - В частности, это справедливо для всех нечетномерных замкнутых многообразий {\displaystyle M^{2k+1}}. Для поверхности {\displaystyle M_{g}^{2}} эйлерова характеристика {\displaystyle \chi (M_{g}^{2})=2-2g}, поэтому среди всех двумерных поверхностей только на торе {\displaystyle T^{2}} существует гладкое слоение.